# Полихрон Нейчев
Полихрон Н. Нейчев е български общественик, историк, учител, член на Върховния македонски комитет.

## Биография
Полихрон Нейчев е роден в 1868 година в Лозенград, днес Къркларели, Турция. В 1893 година завършва история във Висшето училище в София и работи като учител в Първа мъжка гимназия от 1894 до 1899 година. На IV македонски конгрес през юли 1897 година е избран за резервен член на Върховния комитет. Нейчев е подпредседател и председател на Изпълнителния комитет на Македоно-одринските братства в България. През юли 1898 година е делегат от варненското дружество на Петия македонски конгрес на Македонската организация. В 1909 година дарява пари на читалището в родния си Лозенград.
Активен деец на Народната партия и от 1907 година издава нейния вестник „Мир“. Автор е на учебник „Българска история за средните училища“ (1899), който претърпява няколко издания. През 1912-1913 година е председател на Изпълнителния комитет на Македоно-одринските братства. През Първата световна война деловодител в Тилово управление. За бойни отличия и заслуги през войната е награден с орден „Свети Александър“.